# Scolosanthus subsessilis
Scolosanthus subsessilis là một loài thực vật có hoa trong họ Thiến thảo. Loài này được Alain miêu tả khoa học đầu tiên năm 1973.